# Liste des maires de Barcelonnette
Cet article dresse une liste par ordre de mandat des maires de Barcelonnette.

## Liste des maires
| Période                                  | Période      | Identité                                  | Étiquette              | Qualité |
| ---------------------------------------- | ------------ | ----------------------------------------- | ---------------------- | --- |
| Les données manquantes sont à compléter. |              |                                           |                        | |
|                                          |              | Joseph Hypolite Gassier (1776-1862)       |                        | |
| Les données manquantes sont à compléter. |              |                                           |                        | |
|                                          |              | Jean Pierre Hippolyte Gassier (1809-1879) |                        | |
| Les données manquantes sont à compléter. |              |                                           |                        | |
| 8 février 1820                           |              | M. Couttolenc                             |                        | |
| Les données manquantes sont à compléter. |              |                                           |                        | |
|                                          |              | M. Pacquet                                |                        | Notaire |
| Les données manquantes sont à compléter. |              |                                           |                        | |
|                                          |              | M. Grassy                                 |                        | Juge au tribunal civil |
| Les données manquantes sont à compléter. |              |                                           |                        | |
|                                          |              | M. Eyssautier                             |                        | |
| Les données manquantes sont à compléter. |              |                                           |                        | |
|                                          |              | M. Sanche                                 |                        | |
| Les données manquantes sont à compléter. |              |                                           |                        | |
| 1908                                     | 1941         | Honoré Vernet                             |                        | Avocat-avoué, docteur en droit Conseiller d'arrondissement |
|                                          |              | Émile Signoret                            |                        | Conseiller général de Barcelonnette (1943-1945) Nommé conseiller départemental en 1943 |
| Les données manquantes sont à compléter. |              |                                           |                        | |

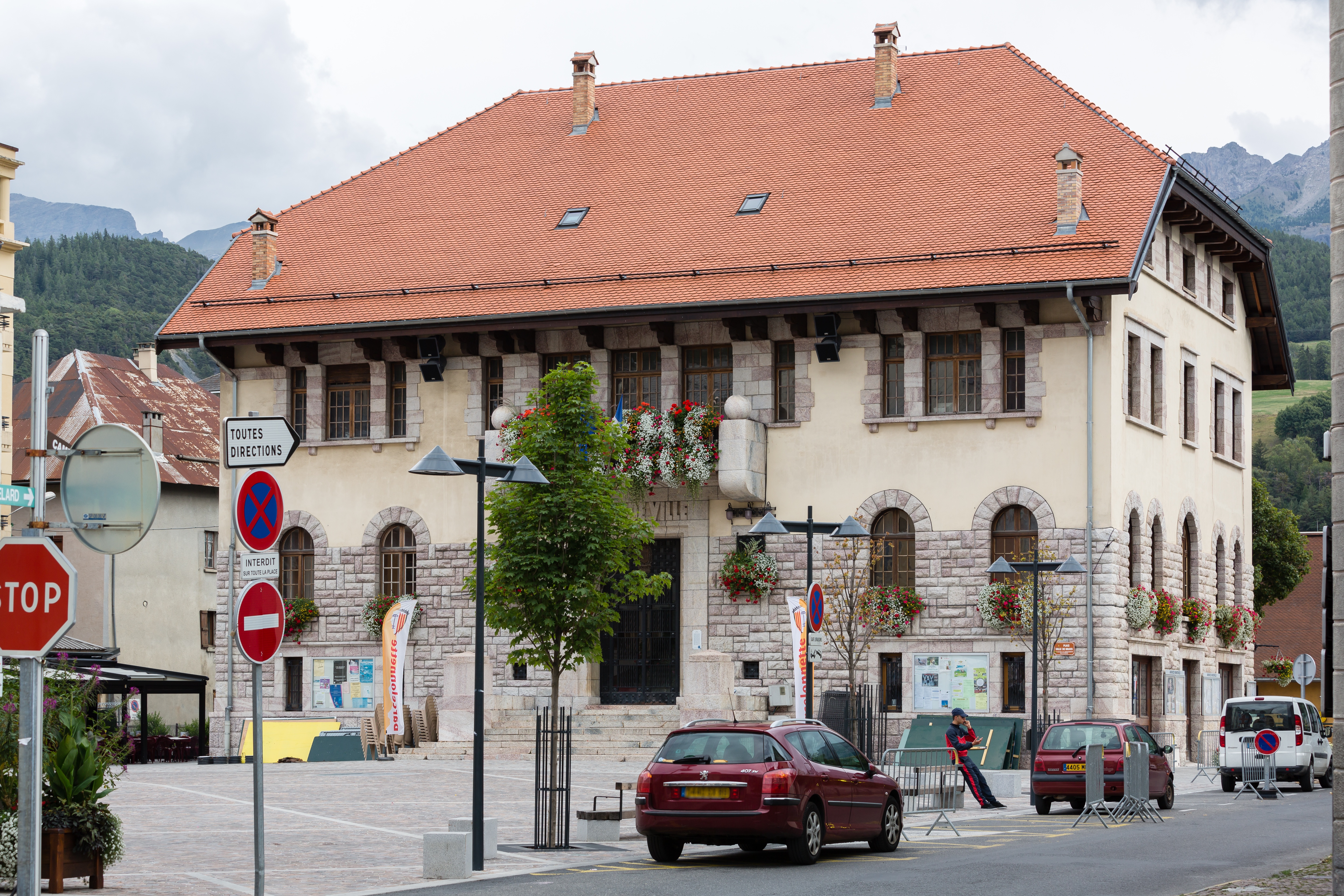
L'hôtel de ville de Barcelonnette.

| 28 août 1944                             | mai 1945     | Émile Aubert                              | SFIO                   | Ingénieur, industriel Conseiller général de Saint-Paul (1958-1964) Sénateur (1948-1969) Chef de secteur des FFI Ubaye, puis chef du district Ubaye-Verdon 1942-1944, engagé dans l'Armée il est grièvement blessé en Ubaye, le 24 avril 1945 Croix de chevalier Légion d'honneur Croix de guerre Médaille de la Résistance                                |
| mai 1945                                 | octobre 1947 | René Chabre, (1902-1958)                  | Socialiste indépendant | Résistant Président du comité de libération de l'Ubaye. Durant la Résistance, il était chef du secteur civil et militaire de l’Ubaye avec son cousin Ernest Chabre. Il créa le premier numéro de « ça ira » organe de presse de la RésistanceChevalier Légion d'honneur, Croix de guerre et Médaille de la Résistance. Président du syndicat d'initiative |
| octobre 1947                             | octobre 1952 | Roger Diet                                | RPF                    | Président du conseil départemental du RPF (1952-1955) Député (1958-1962) Chevalier de la Légion d'honneur Titulaire de la croix de guerre 1939-1945 Titulaire de la médaille coloniale |
| Les données manquantes sont à compléter. |              |                                           |                        | |
| 1959                                     | ?            | Émile Grasset                             |                        | Banquier |
| Les données manquantes sont à compléter. |              |                                           |                        | |
| 1971                                     | 1977         | Lucien Fabre                              |                        | |
| 1977                                     | 1989         | Jean Chabre                               | RPR                    | Notaire. Conseiller général de Barcelonnette (1985-2004) |
| 1989                                     |              | Françoise Meyran-Bouscarle                | UDF, puis RPR          | Notaire, Adjointe au maire Candidate |
| 1995                                     | 2008         | Jean Chabre,                              | RPR puis UMP           | Notaire. Consul honoraire du Mexique, Conseiller général de Barcelonnette (1985-2004). Chevalier de la Légion d'honneur. |
| 2008                                     | 28 mars 2014 | Jean-Pierre Aubert (1942-2018,)           | PS                     | Conseiller d'État Président du Consortium de réalisation, (2001-2006) Conseiller municipal (2014,) Maire de Jausiers (1989-2008) Commandeur de la Légion d'honneur Commandeur de l'ordre national du Mérite Fils d'Émile Aubert |
| 28 mars 2014                             | 23 mai 2020  | Pierre Martin-Charpenel,                  | DVD                    | Ingénieur, gérant d'entreprise 4e vice-président de la CC Vallée de l'Ubaye Serre-Ponçon |
| 23 mai 2020                              | 20 août 2024 | Sophie Vaginay-Ricourt                    | ex-LR                  | Présidente de la communauté de communes Vallée de l'Ubaye Serre-Ponçon (de 2017 à oct 2023) Conseillère départementale du canton de Barcelonnette (2015-2021) Conseillère régionale de Provence-Alpes-Côte-d'Azur Secrétaire départemental des Républicains Députée de la deuxième circonscription des Alpes-de-Haute-Provence                            |
| 20 août 2024                             | En cours     | Yvan Bouguyon                             | LR                     | |